# PLUR
Das Akronym PLUR welches für „Peace Love Unity Respect“ (engl. Frieden Liebe Einheit Respekt) steht ist ein weit verbreitetes Credo der Raveszene und Goatrancekultur.
PLUR tauchte zum ersten Mal in der Acid-House-Bewegung der 1980er Jahre auf. Damals waren auf Flyern und Postern Motive mit „Peace Love Unity“ verbreitet. Es gibt verschiedene Theorien, wie „Respect“ dazukam. In der Technoszene der 1990er Jahre fand PLUR weitere Verbreitung.
In der Subkultur der „Candy Raver“ (Auch als Kandi Raver, Kandi Kids oder Zuckerl-Raver bezeichnet) ist es üblich, bunten Schmuck oder andere kleine Gaben auszutauschen. Dabei wird durch verschiedene Handzeichen das PLUR-Motto symbolisiert.
Verwandt ist das ähnliche Motto PLE - Peace Love Ecstasy (engl. Frieden Liebe Ecstasy/Ekstase). So kann PLUR auch als massentauglichere Version des alten Mottos interpretiert werden, da die vermeintliche Drogenreferenz entfernt wurde.